# Christian Rakowski

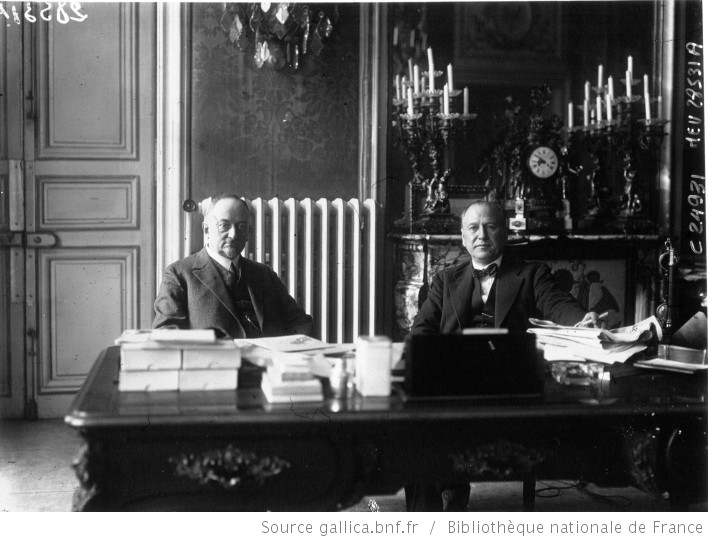
Gieorgij Cziczerin i Christian Rakowski. Ambasada ZSRR w Paryżu

Christian Gieorgijewicz Rakowski, właśc. Krystjo Georgiew Stanczew, bułg. Кръстьо Георгиев Станчев, pseud. Christew, Іnsarow (ur. 26 sierpnia 1873 w Kotle, zm. 11 września 1941 pod Orłem) – radziecki działacz komunistyczny pochodzenia bułgarskiego, trockista, przewodniczący Rady Komisarzy Ludowych marionetkowej Ukraińskiej SRR (1919–1923).

## Życiorys
Urodził się w zamożnej rodzinie w Koteł w centralnej Bułgarii. W 1890 roku wyjechał do Szwajcarii, gdzie związał się z rosyjskim ruchem lewicowym, później studiował we Francji. W 1904 roku zakładał Socjalistyczną Partię Rumunii, dziesięć lat później Zjednoczoną Partię Socjalistyczną Bałkanów. Był sponsorem działalności rewolucyjnej SDPRR, z rodzinnego kapitału.
W 1915 roku aresztowany przez władze rumuńskie i uwięziony w Jassach, w 1917 roku uwolniony przez wojska rosyjskie wstąpił do partii bolszewików. Wziął udział w negocjacjach pokojowych w Brześciu. 25 stycznia 1919 roku desygnowany przez RKP(b) przewodniczącym Rady Komisarzy Ludowych marionetkowej USRR i ministrem spraw zagranicznych USRR.
Początkowo niechętnie nastawiony do polityki ukrainizacji – w 1922 roku wszedł jednak w konflikt z komisarzem narodowości Stalinem, krytykując mieszanie się RFSRR w wewnętrzne sprawy republiki. W trakcie powoływania ZSRR domagał się zachowania uprawnień republik w dziedzinie polityki zagranicznej i handlowej. Na XII zjeździe RKP(b) w 1923 roku skrytykował Stalina za uleganie rosyjskiemu nacjonalizmowi i promowanie centralizacji, za co w połowie 1923 roku usunięto go z urzędu premiera Ukrainy i skierowano na placówkę ambasadorską do Austrii, a później do Francji, z której wydalono go w 1927 roku za ingerowanie w wewnętrzne sprawy kraju.
Związany z frakcją WKP(b) skupioną wokół Lwa Trockiego został, równolegle z Trockim, po XV Zjeździe WKP(b) (XII 1927), wobec odmowy złożenia samokrytyki, oczekiwanej przez frakcję Stalina, usunięty z partii komunistycznej i zesłany do Astrachania. Wrócił do Moskwy w 1934 roku po napisaniu listu z samokrytyką do Stalina, stanął na czele delegacji Czerwonego Krzyża ZSRR w Japonii.
W okresie wielkiej czystki 27 stycznia 1937 po decyzji Stalina ponownie aresztowany przez NKWD. Podsądny w pokazowym trzecim procesie moskiewskim przed Kolegium Wojskowym Sądu Najwyższego ZSRR (wraz z m.in. z Nikołajem Bucharinem i Aleksiejem Rykowem. 10 marca 1938 skazany  na 20 lat więzienia.
Został rozstrzelany przez NKWD pod Orłem w czasie egzekucji w lesie Miedwiediewskim po ataku III Rzeszy na ZSRR.
Jego ciotecznym dziadkiem był znany bułgarski rewolucjonista i działacz bułgarskiego odrodzenia narodowego Georgi Rakowski.